# 페이퍼 마리오
《페이퍼 마리오》(일본어: ペーパーマリオ)는 인텔리전트 시스템즈가 개발하고 닌텐도가 배급하는 비디오 게임 시리즈이다.

## 시리즈 목록
- 페이퍼 마리오 (2001)
- 페이퍼 마리오 RPG (2004)
- 슈퍼 페이퍼 마리오 (2007)
- 페이퍼 마리오: 스티커 스타 (2012)
- 페이퍼 마리오 컬러 스플래시 (2016)
- 페이퍼 마리오 종이접기 킹 (2020)

## 같이 보기
- 마리오 롤플레잉 게임 목록